# Mattentaart

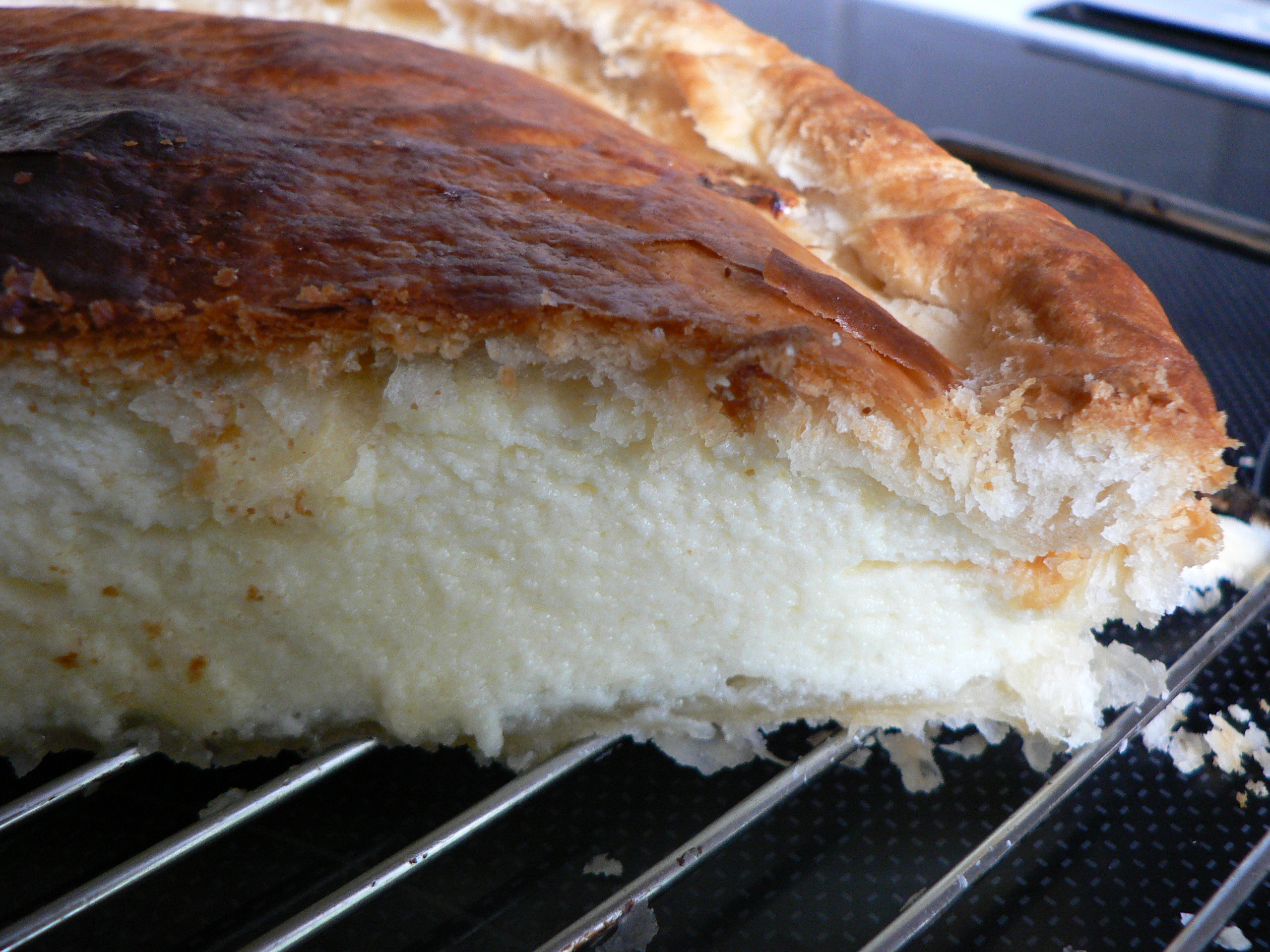
La mattentaart, producto regional belga protegido

Una mattentaart es un pastel pequeño con un diámetro de 8 a 10 centímetros a base de hojaldre, huevos, leche entera, suero de mantequilla, azúcar y aroma de almendras.
Este pastel es una especialidad local de la ciudad flamenca Geraardsbergen (Flandes oriental).

## Método de preparación
Primero se mezclan todos los ingredientes que formarán el corazón dulce del pastel: el suero, la leche entera, los huevos, el azúcar y una limitada cantidad de aroma de almendras.
Segundo se cubren los moldes para tartas con un fondo de hojaldre. Después la tarta se rellena con la mezcla de leche, azúcar, huevos y aroma de almendras. 
Para finir, las tartas se cubren de nuevo de hojaldre y se cuecen en el horno.

## Estatus protegida
Primero, el estado belga reconoció la tarta como producto regional.  Segundo, en febrero de 2007, tras un procedimiento de 4 años, la Comisión europea reconoció el producto. Desde entonces la tarta está bajo su protección legal.
La mattentaart de Geraardsbergen fue el primer producto regional flamenco y belga que recibió la etiqueta Indicación Geográfica de la Comisión europea.
La Indicación Geográfica procura que las mattentaart puedan fabricarse únicamente en la zona fijada, según un proceso determinado.
La zona fijada para los pequeños pasteles engloba la ciudad flamenca de Geraardsbergen y el municipio vecino de Lierde.
Tanto la leche entera como el suero tienen que provenir de granjas en la región definida por la Comisión europea. No concierne la mantequilla y la harina por la fabricación de la pasta de hojaldre.
El primer domingo de agosto la población de Geraardsbergen celebra el Día de la Mattentaart. Durante este día excepcional, los artesanos y los fabricantes de las mattentaart cuecen pasteles durante todo el día en el mercado de Geraardsbergen.